# Pjongczang
Pjongczang (kor. 평창군, Pyeongchang-gun) – powiat w północno-wschodniej części Korei Południowej, w prowincji Gangwon, w górach Taebaek. Gospodarz Zimowych Igrzysk Olimpijskich 2018.

## Podział administracyjny
Powiat Pjongczang jest podzielony na:
- jedno miasteczko (kor. eup) – Pyeongchang-eup (siedzibę administracyjną władz powiatu),
- siedem gmin (kor. myeon), w tym Daegwallyeong-myeon – ośrodek sportów zimowych, w którym odbyły się Zimowe Igrzyska Olimpijskie 2018[1].

| Nazwa jedn. admin.  | Powierzchnia (km²) | Ludność (2015) | Mapa |
| ------------------- | ------------------ | -------------- | ---- |
| Pyeongchang-eup     | 161,257            | 9022           |      |
| Bangnim-myeon       | 120,911            | 2497           |      |
| Bongpyeong-myeon    | 217,284            | 5843           |      |
| Daegwallyeong-myeon | 221,602            | 6294           |      |
| Daehwa-myeon        | 166,676            | 5821           |      |
| Jinbu-myeon         | 331,076            | 9560           |      |
| Mitan-myeon         | 109,714            | 1763           |      |
| Yongpyeong-myeon    | 135,308            | 3180           |      |

## Sport
Na terenie powiatu zlokalizowana jest gmina Daegwallyeong-myeon, będąca największym w kraju ośrodkiem sportów zimowych (nazwa od przełęczy Daegwallyeong). W 2009 roku zorganizowano tam mistrzostwa świata w biathlonie. 
Pjongczang dwukrotnie przegrał walkę o organizację zimowych igrzysk olimpijskich: w 2010 roku z kanadyjskim Vancouver, a w 2014 roku z rosyjskim Soczi. 6 lipca 2011 roku podczas 123. sesji Międzynarodowego Komitetu Olimpijskiego w Durbanie został wybrany gospodarzem Zimowych Igrzysk Olimpijskich 2018.

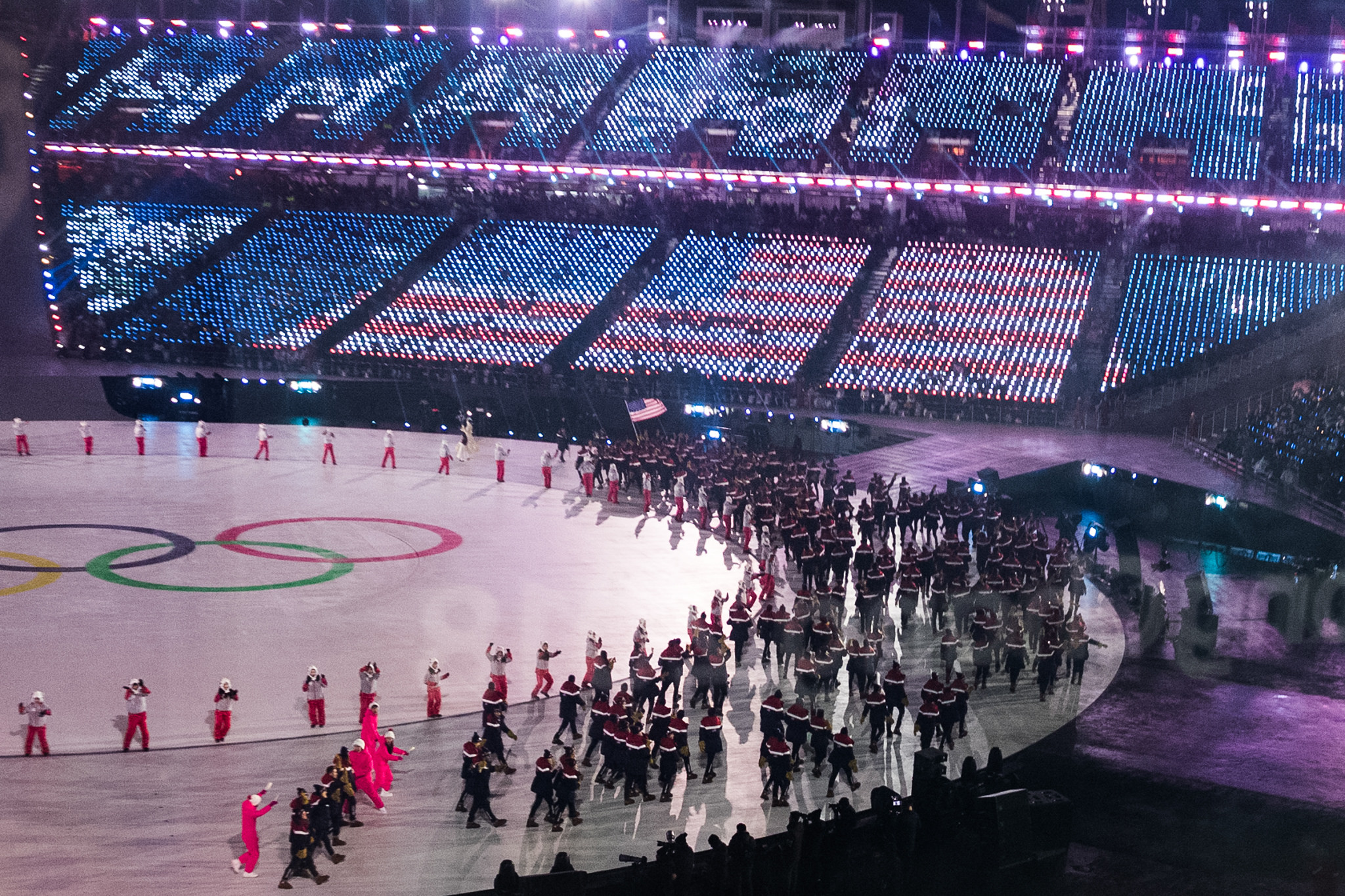
Stadion Olimpijski
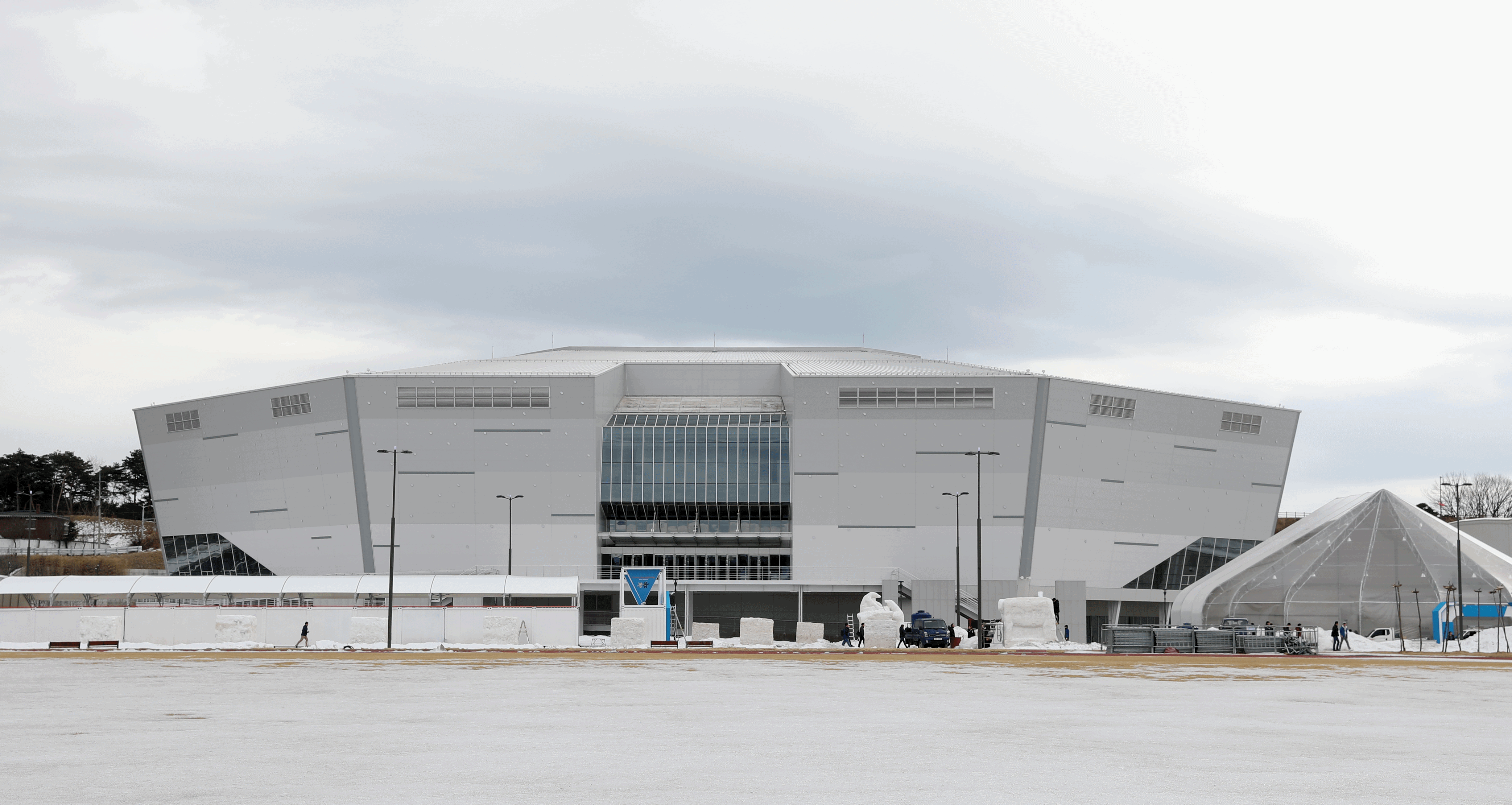
Centrum hokejowe Gangneung